# Фълмър
Фълмър (на английски: Fulmer) е село в югоизточната част на Англия, част от графство Бъкингамшър. Населението му е около 619 души (2021).
Разположено е на 102 метра надморска височина в Долината на Темза, на 10 километра северно от Уиндзор и на 32 километра западно от центъра на Лондон. Селището се споменава за пръв път през 1198 година.

## Известни личности
- Родени във Фълмър
  - Джон Сълстън (1942 – 2018), биолог
- Починали във Фълмър
  - Джон Сълстън (1942 – 2018), биолог